# Liste des formes de vie
Une forme de vie est une entité ou un être qui vit,.
En 2012, il était estimé que la Terre accueillait entre 10 et 14 millions d'espèces dont environ 1,2 million avaient été documentées (plus de 86 % n'auraient pas encore été décrites). En mai 2016, ce nombre a été porté à un billion (mille milliards) d'espèces estimées sur Terre avec seulement un millième de pour cent décrit.
Plus de 99 % de toutes les espèces qui aient jamais vécu sur Terre, soit plus de cinq milliards d'espèces, sont estimés éteintes,.

## Archées
- Archées
  - Crenarchaeota
  - Desulfurococcales - un ordre des Thermoprotei
  - Euryarchaeota
  - halobacteriales - en matière de taxonomie, les Halobacteriales sont un ordre de Halobacteria, que l'on retrouve dans l'eau saturées avec du sel
  - Halophiles
  - Korarchaeota
  - Korarchaeum cryptofilum - Ces archées n'ont été trouvés que dans des milieux hydrothermals à haute température, en particulier les sources chaudes
  - Lokiarchaeota
  - Methanobacteriales - informations incluant les symptômes, les causes, les maladies, les symptômes, les traitements, et d'autres problèmes médicaux et de santé.
  - Methanococcales aka Methanocaldococcus jannaschii - un genre de coccoïdes méthanogènes de la famille des Methanococcacea
  - Bactéries méthanogènes
  - Methanosarcinales - En taxinomie, les Methanosarcinales sont un ordre de Methanomicrobia
  - Methanopyrales - En taxinomie, les Methanopyrales sont un ordre des methanopyri.
  - Nanoarchaeota
  - Psychrophiles
  - sulfobales - grandissent dans les sources chaudes de volcans terrestres avec un optimum de croissance se produisant
  - Thaumarchaeota - phylum des Archées proposé en 2008, après le génome de Cenarchaeum symbiosum
  - thermophile (un thermophile est un organisme)
  - thermoplasmales - Un ordre d'aérobique, archées thermophiles, dans le royaume

## Bactéries
- Bactéries
  - Gram positif, pas de membrane externe
    - Actinobacteria (haut G+C)
    - Firmicutes (bass G+C)
    - Tenericutes (pas de paroi cellulaire)

  - Bacilles à Gram négatif de la membrane externe présentant les :
    - Aquificae
    - Deinococcus-Thermus
    - Fibrobacteres/Chlorobi/Bacteroidetes (groupe FCB)
    - Frateuria aurantia (une espèce de Protéobactéries)
    - Fusobacteria
    - Gemmatimonadetes
    - Nitrospirae
    - Planctomycètes/Verrucomicrobia/Chlamydiae (groupe PVC)
    - Proteobacteria
    - Spirochaetae
    - Synergistetes

  - Inconnus/non groupés
    - Acidobacteria
    - Chloroflexi
    - Chrysiogenetes
    - Cyanobacteria
    - Deferribacteres
    - Dictyoglomi
    - Thermodesulfobacteria
    - Thermotogae

## Eucaryote
Organismes dont les cellules contiennent des structures complexes enfermés à l'intérieur de membranes.
- Eukaryote
  - Unikonta
    - Opisthokonta
      - Metazoa (animaux)
        - Sous-règne Parazoa
          - Porifera
          - Placozoa

        - Sous-règne Eumetazoa
          - Radiata (non classé)
            - Ctenophora
            - Cnidaria

          - Bilateria (non classé)
            - Orthonectida
            - Rhombozoa
            - Acoelomorpha
            - Chaetognatha
            - Super-embranchement Deuterostomia
              - Chordata
              - Hemichordata
              - Echinodermata
              - Xenoturbellida
              - Vetulicolia †

            - Protostomia (non classé)
              - Super-embranchement Ecdysozoa
                - Kinorhyncha
                - Loricifera
                - Priapulida
                - Nematoda
                - Nematomorpha
                - Lobopodia
                - Onychophora
                - Tardigrada
                - Arthropoda

              - Super-embranchement Platyzoa
                - Platyhelminthes
                - Gastrotricha
                - Rotifera
                - Acanthocephala
                - Gnathostomulida
                - Micrognathozoa
                - Cycliophora

              - Super-embranchement Lophotrochozoa
                - Sipuncula
                - Hyolitha †
                - Nemertea
                - Phoronida
                - Bryozoa
                - Entoprocta
                - Brachiopoda
                - Mollusca
                - Annelida
                - Echiura

      - Mesomycetozoa
      - Choanozoa
      - Eumycota (champignon)
        - Blastocladiomycota
          - Chytridiomycota
          - Glomeromycota
          - Microsporidia
          - Neocallimastigomycota

        - Dikarya (inc. Deuteromycota)
          - Ascomycota
            - Pezizomycotina
            - Saccharomycotina
            - Taphrinomycotina

          - Basidiomycota
            - Agaricomycotina
            - Pucciniomycotina
            - Ustilaginomycotina

        - Sous-emranchements incertae sedis
          - Entomophthoromycotina
          - Kickxellomycotina
          - Mucoromycotina
          - Zoopagomycotina

    - Amoebozoa
      - Conosa
        - Mycetozoa
        - Archamoebae

      - Lobosa
      - Protamoebae

  - Bikonta
    - Apusozoa
    - Rhizaria
    - Excavata
    - Archaeplastida (plantes, largement défini)
      - Glaucophyta – glaucophytes
      - Rhodophyceae – algues rouges
      - Chloroplastida
      - Chlorophyta – algues vertes (partie)
      - Ulvophyceae
      - Trebouxiophyceaev
      - Chlorophyceae
      - Chlorodendrales – algues vertes (partie)
      - Prasinophytae – algues vertes (partie)
      - Mesostigma
      - Charophyta sensu lato – algues vertes (partie) et plantes terrestres
        - Streptophytina – charales et plantes terrestres
          - Charales
          - Plantae – plantes terrestres (embryophytes)

    - Chromalveolata